# 10.5级强烈大地震
《10.5级强烈大地震》（英語：10.5）是一部2004年的災難片，由約翰·拉菲亞執導，於2004年5月2日和2004年5月3日在美國作為迷你剧集播出。劇情聚焦於美國西海岸發生的一系列災難性地震，最严重时甚至达到里氏10.5级。
《10.5级强烈大地震》受到評論家和地质学家廣泛的嘲笑；儘管如此，還是獲得了可觀的尼爾森收視率。
本劇的上集於2004年5月2日播出，下集於5月3日播出。續集《灾变·地啸》於2006年5月21日和2006年5月23日播出。

## 剧情

### 上集
影片开始于华盛顿州的西雅圖，地震活动日益严重。地震中心测得7.9级地震，萨曼莎·希尔博士在此指挥，顶替乔丹·费希尔博士。美国总统保罗·霍利斯特和聯邦緊急事務管理署署长罗伊·诺兰得知了这一情况。
又有一场8.4级的地震造成了一条裂缝，吞噬了加利福尼亚州的雷丁东部的一整列火车。刚刚送走女儿和前夫去野营的州长卡拉·威廉斯同意帮助华盛顿州长。阿曼达·威廉斯和父亲克拉克·威廉斯到达了一个名为布朗宁的小镇，那里的一切都笼罩在厚厚的红雾中。他们发现了一辆车，车里的一家人都已死去。两人随后被困在流沙中，侥幸逃生。
罗伊·诺兰组建了一个由顶尖的地质学家和地震学家组成的特别小组，其中就有费希尔博士和希尔博士。希尔博士提到了她的隐藏断层理论，为了证明这一理论，她和费希尔博士调查了一个湖，在那里他们看到了一些死于一氧化碳中毒的动物，自己也差点被毒死。
回到特别小组后，希尔博士预测下一次地震将发生在加利福尼亚州的旧金山附近。考虑到疏散整个旧金山的风险太大，因此没有采取措施，旧金山最终被9.2级地震摧毁。在此之后，希尔博士预测下一次地震将发生在圣安德烈亚斯断层，这将使西海岸的地形完全改变，总共会杀死五千万人。希尔博士提出，可以通过让断层遭受巨大的热量来“焊接”断层，而这种热量只有核弹才能产生。

### 下集
总统经过深思熟虑，听从了诺兰的建议，执行希尔博士的计划，允许放置核弹头。此外，以防失败，他还下达了疏散整个西海岸的命令，并为此调动了所有可用的资源。
六枚核弹中的五枚已经成功安放，但在安放第六枚时，发生了地震，弹头落入钻井。诺兰只能下井手动设置，但被掉下来的弹头压住了。
威廉斯父女拦下了一辆载有幸存者的卡车，他们被运到为难民设立的帐篷区。在震后的旧金山，卡拉·威廉斯和助手蕾切尔被困于废墟下。卡拉幸存下来，蕾切尔没能存活。
希尔博士决定放弃第六枚弹头，直接引爆前五枚。就在最后一刻，诺兰激活了第六枚弹头。诺兰随着核爆蒸发了。
计划似乎奏效，但希尔博士担心南加州仍有危险。她从直升机上观察到一条河流的流向改变了，河水全部流入断层。原来，由于最后一个弹头爆炸时的深度不够，南加州仍然处于危险之中。不久之后，果然发生了一场大地震。最终，地震造成的裂缝到达帐篷区，峰值达到10.5级。地震停止时，幸存者看到加利福尼亚的西南海岸已被切开，变成了一座新的岛屿。

## 演员
- 金·德莱尼 饰 萨曼莎·希尔博士
- 博·布里奇斯 饰 保罗·霍利斯特，总统
- 佛瑞德·華德 饰 罗伊·诺兰，联邦紧急事务管理署署长
- 布萊恩·馬金森（英语：Brian Markinson） 饰 丹尼尔，霍利斯特總統顧問
- 約翰·施奈德 饰 克拉克·威廉斯
- 凯莉·库柯 饰 阿曼达·威廉斯
- 杜·希爾（英语：Dulé Hill） 饰 欧文·亨特博士
- 伊凡·塞吉（英语：Ivan Sergei） 饰 扎克·诺兰医生
- 大衛·邱比特（英语：David Cubitt） 饰 乔丹·费希尔博士
- 伊里斯·格雷厄姆 饰 佐伊·卡梅伦
- 約翰·卡西尼（英语：John Cassini） 饰 肖恩·莫里斯，霍利斯特總統助手
- 麗貝卡·詹金斯（英语：Rebecca Jenkins） 饰 卡拉·威廉斯 ，加州州长
- 基姆·霍桑（英语：Kim Hawthorne） 饰 吉尔·亨特
- 艾琳·卡普拉克（英语：Erin Karpluk） 饰 蕾切尔，威廉斯州長助手

## 反响
這部電影获2004年艾美奖“迷你劇集、電影或特殊节目最佳特殊視效”提名和2005年有色人种进步协会形象奖“電視電影、迷你劇或劇情類特輯傑出男演員”提名，还獲得澳大利亞電影攝影師協會頒發的“電視長片、電視劇和迷你聚集”類別的 “傑出獎” 。
為了響應《10.5级强烈大地震》的播出，南加州地震中心在其網站上添加了一個板块，介紹影片中讲述的科學知识。該網站將其稱為“有重大錯誤的迷你劇集”，列出了影片中發生的各種事件，並解釋了它們不正確的原因。